# Ficus fulvopilosa
Ficus fulvopilosa är en mullbärsväxtart som beskrevs av Summerhayes. Ficus fulvopilosa ingår i släktet fikonsläktet, och familjen mullbärsväxter. Inga underarter finns listade i Catalogue of Life.